# Promozione Sardegna 1985-1986
Nella stagione 1985-1986 la Promozione era il sesto livello del calcio italiano (il massimo livello regionale).
Il campionato è strutturato in vari gironi all'italiana su base regionale, gestiti dai Comitati Regionali di competenza. Promozioni alla categoria superiore e retrocessioni in quella inferiore non erano sempre omogenee; erano quantificate all'inizio del campionato dal Comitato Regionale secondo le direttive stabilite dalla Lega Nazionale Dilettanti, ma flessibili, in relazione al numero delle società retrocesse dal Campionato Interregionale e perciò, a seconda delle varie situazioni regionali, la fine del campionato poteva avere degli spareggi sia di promozione che di retrocessione.
Questo è il campionato regionale della regione Sardegna organizzato dal Comitato Regionale Sardo.

## Girone A

### Squadre partecipanti
| Squadra                         |                        |
| ------------------------------- | ---------------------- |
| U.S. Andromeda Siurgus          | Siurgus Donigala (CA)  |
| G.S. Assemini                   | Assemini (CA)          |
| U.S. Atletico                   | Cagliari (CA)          |
| S.S. Carloforte                 | Carloforte (SU)        |
| G.S. Dubois La Palma            | Cagliari (CA)          |
| G.S. Gonnesa                    | Gonnesa (CA)           |
| Pol. Libertas Barumini          | Barumini (SU)          |
| U.S. Lunamatrona                | Lunamatrona (CA)       |
| U.S. Mandas                     | Mandas (SU)            |
| U.S. Monreale Quartu Sant’Elena | Quartu Sant'Elena (CA) |
| G.S. Orione                     | Monserrato (CA)        |
| Pol. Pula INA                   | Pula (CA)              |
| U.S. San Sperate                | San Sperate (SU)       |
| Pol. Senorbì                    | Senorbì (SU)           |
| G.S. Sestu                      | Sestu (CA)             |
| G.S. Sinnai                     | Sinnai (CA)            |

### Classifica finale
|  | Pos. | Squadra                                            | Pt | G  | V  | N  | P  | GF | GS | DR  |
|  | ---- | -------------------------------------------------- | -- | -- | -- | -- | -- | -- | -- | --- |
|  | 1.   | G.S. Gonnesa, Gonnesa                              | 41 | 30 | 16 | 9  | 5  | 43 | 24 | +19 |
|  | 2.   | G.S. Sestu, Sestu                                  | 34 | 30 | 11 | 12 | 7  | 35 | 26 | +9  |
|  | 3.   | U.S. Atletico Cagliari, Cagliari                   | 33 | 30 | 11 | 11 | 8  | 43 | 33 | +10 |
|  | 4.   | Pol. Libertas Barumini, Barumini                   | 32 | 30 | 11 | 10 | 9  | 30 | 25 | +5  |
|  | 5.   | Gioventù Sinnai, Sinnai                            | 31 | 30 | 11 | 9  | 10 | 28 | 23 | +5  |
|  | 6.   | U.S. Mandas, Mandas                                | 31 | 30 | 10 | 11 | 9  | 28 | 28 | 0   |
|  | 7.   | Pol. Assemini, Assemini                            | 31 | 30 | 11 | 9  | 10 | 34 | 31 | +3  |
|  | 8.   | S.S. Carloforte, Carloforte                        | 31 | 30 | 10 | 11 | 9  | 36 | 37 | -1  |
|  | 9.   | G.S. La Palma, Cagliari                            | 30 | 30 | 8  | 14 | 8  | 32 | 28 | +4  |
|  | 10.  | U.S. Monreale Quartu Sant'Elena, Quartu Sant'Elena | 30 | 30 | 8  | 14 | 8  | 32 | 30 | +2  |
|  | 11.  | G.S. Orione, Monserrato                            | 30 | 30 | 11 | 8  | 11 | 36 | 38 | -2  |
|  | 12.  | Pol. Pula I.N.A., Pula                             | 30 | 30 | 10 | 10 | 10 | 33 | 36 | -3  |
|  | 13.  | U.S. Andromeda, Siurgus Donigala                   | 30 | 30 | 11 | 8  | 11 | 33 | 36 | -3  |
|  | 14.  | Pol. Senorbì, Senorbi                              | 28 | 30 | 9  | 10 | 11 | 28 | 36 | -8  |
|  | 15.  | U.S. Lunamatrona, Lunamatrona                      | 22 | 30 | 8  | 6  | 16 | 27 | 44 | -17 |
|  | 16.  | U.S. San Sperate, San Sperate                      | 16 | 30 | 6  | 4  | 20 | 19 | 42 | -23 |

## Girone B

### Squadre partecipanti
| Squadra                   |                              |
| ------------------------- | ---------------------------- |
| Pol. Arzachena            | Arzachena (SS)               |
| G.S. CSEN Atletico Nuoro  | Nuoro (NU)                   |
| S.S, Berchidda            | Berchidda (SS)               |
| F.B.C. Calangianus        | Calangianus (SS)             |
| Pol. Calmedia             | Bosa (OR)                    |
| U.S. Castelsardo          | Castelsardo (SS)             |
| Pol. Frassati             | Ozieri (SS)                  |
| S.P. Ittiri               | Ittiri (SS)                  |
| S.S. Lauras               | Luras (SS)                   |
| Pol. Malaspina            | Osilo (SS)                   |
| Pol .Montalbo             | Montalbo (NU)                |
| U.S. San Teodoro          | San Teodoro (OT)             |
| U.S. Santa Teresa         | Santa Teresa di Gallura (OT) |
| S.S. Tavolara             | Olbia (OT)                   |
| Pol. Thiesi               | Thiesi (SS)                  |
| U.S. Tortolì Autogliastra | Tortolì (NU)                 |

### Classifica finale
|  | Pos. | Squadra                                | Pt | G  | V  | N  | P  | GF | GS  | DR   |
|  | ---- | -------------------------------------- | -- | -- | -- | -- | -- | -- | --- | ---- |
|  | 1.   | S.P. Ittiri, Ittiri                    | 41 | 30 | 16 | 9  | 5  | 49 | 27  | +22  |
|  | 2.   | F.B.C. Calangianus, Calangianus        | 40 | 30 | 14 | 12 | 4  | 52 | 27  | +25  |
|  | 3.   | U.S. Santa Teresa, S.Teresa di Gallura | 40 | 30 | 16 | 8  | 6  | 54 | 26  | +28  |
|  | 4.   | U.S. San Teodoro, San Teodoro          | 39 | 30 | 17 | 5  | 8  | 55 | 27  | +28  |
|  | 5.   | S.S. Lauras, Luras                     | 37 | 30 | 14 | 9  | 7  | 41 | 25  | +16  |
|  | 6.   | Pol. Calmedia, Bosa                    | 35 | 30 | 12 | 11 | 7  | 37 | 28  | +9   |
|  | 7.   | Pol. Thiesi, Thiesi                    | 35 | 30 | 11 | 13 | 6  | 39 | 26  | +13  |
|  | 8.   | Pol. Malaspina, Osilo                  | 31 | 30 | 13 | 5  | 12 | 49 | 34  | +15  |
|  | 9.   | Pol. Arzachena, Arzachena              | 28 | 30 | 10 | 8  | 12 | 34 | 39  | -5   |
|  | 10.  | G.S. Tavolara, Olbia                   | 28 | 30 | 10 | 8  | 12 | 34 | 39  | -5   |
|  | 11.  | S.S. Berchidda, Berchidda              | 27 | 30 | 9  | 9  | 12 | 36 | 40  | -4   |
|  | 12.  | Pol. Frassati, Ozieri                  | 27 | 30 | 8  | 11 | 11 | 28 | 31  | -3   |
|  | 13.  | U.S. Castelsardo, Castelsardo          | 26 | 30 | 9  | 8  | 13 | 29 | 42  | -13  |
|  | 14.  | U.S. Tortolì, Tortolì                  | 24 | 30 | 8  | 8  | 14 | 38 | 43  | -5   |
|  | 15.  | A.S. Atletico Nuoro, Nuoro             | 19 | 30 | 4  | 11 | 15 | 25 | 43  | -18  |
|  | 16.  | Pol. Montalbo, Siniscola               | 3  | 30 | 1  | 1  | 28 | 11 | 125 | -114 |